# Crimmitschau
Crimmitschau (phát âm tiếng Đức: [ˈkʁɪmɪtʃaʊ̯]) là một thị xã thuộc huyện Zwickau trong bang tự do Sachsen, Đức.
Crimmitschau nằm bên sông Pleiße ở chân đồi phía bắc của Erzgebirge.
Các đô thị giáp ranh: Zwickau, Dennheritz, Neukirchen, Meerane, và Langenbernsdorf thuộc huyện Zwickau; Heyersdorf, Jonaswalde, Ponitz và Thonhausen ở huyện Altenburger Land; cũng như Braunichswalde, Rückersdorf, Seelingstädt ở huyện Greiz.
Các phường: Rudelswalde, Lauenhain, Langenreinsdorf, Mannichswalde, Frankenhausen, Wahlen, Gösau, Gosel, Gablenz, Blankenhain, Großpillingsdorf, Harthau.

## Kết nghĩa
- Wiehl, North Rhine-Westphalia
- Bystřice nad Perštejnem, Cộng hòa Séc